# Роджерс и Хаммерстайн
Композитор Ри́чард Ро́джерс (1902—1979) и поэт-песенник О́скар Хаммерста́йн II (1895—1960) (часто их вместе называли просто Ро́джерс и Хаммерста́йн) составляли знаменитый авторский тандем  1940-х — 1950-х годов, специализировавшийся в жанре мюзикла. Это партнёрство считается наиболее успешным в истории Бродвейского музыкального театра.
Среди написанных ими совместно бродвейских мюзиклов пять таких знаменитых, знаковых, как «Оклахома!» (1943) (их первая совместная работа, в новом для того времени жанре музыкальной пьесы), «Карусель» (1945), «Юг Тихого океана» (1949), «Король и я» (1951) и «Звуки музыки» (1959), оказавших огромное влияние на музыкальный театр того времени.
Множество песен из этих мюзиклов стали стандартами (часто исполняемой классикой) жанра популярной песни.
Роджерс и Хаммерстайн обладали собственным уникальным голосом. Как указывает «Энциклопедия Бродвея» Кена Блума, мелодии, написанные Роджерсом на стихи Хаммерстайна, «были более экспансивными и летящими», чем те, что он писал на слова Лоренца Харта. «Стихи Хаммерстайна были тёплыми и человечными и затрагивали такие темы, как терпимость и понимание». Хотя критики и обвиняли Хаммерстайна в том, что он «переслащивает». Книга «Continuum Companion to Twentieth Century Theatre» также указывает, что пять самых международно успешных мюзиклов Роджерса и Хаммерстайна («Оклахома!», «Карусель», «Юг Тихого океана», «Король и я» и «Звуки музыки») были более музыкально весомыми и более вокально требовательными, чем более ранние мюзиклы Роджерса.
В их работах также отмечают то, с какой тщательностью музыка и танцы были интегрированы в сюжет. Считается, что они «революционизировали музыкальную комедию свой страны» (тем, что в их мюзиклах, начиная с самого первого, с «Оклахомы», музыкальные номера не были просто музыкальными вставками, а продолжали рассказывать историю, были частью сюжетной линии). Как пишет Кен Блум, эта работа «изменила направление движения музыкального театра и сломала большинство конвенций, которым [в этом жанре] стандартно придерживались». Именно с «Оклахомой» музыкальная пьеса наконец стала важной формой искусства.
До Хаммерстайна Ричард Роджерс многие годы (с 1919 года) работал с поэтом-песенником Лоренцом Хартом, но к началу 1940-х годов тот угас как в плане физического здоровья, так и морально (алкоголь и депрессия), и (по разным источникам) в 1941 или 1942 году Роджерс начал писать совместно с Хаммерстайном. (Хаммерстайн же, со своей стороны, к этому времени переживал череду провалов своих мюзиклов/оперетт, и его уже считали выдохшимся как автора.) Их партнёрство стало официальным в 1943 году, когда Харт умер.
Партнёрство оборвалось со смертью Хаммерстайна в 1960 году. После этого Роджерс сначала написал один мюзикл на свои собственные стихи («No Strings», 1962), а потом (вплоть до конца 1970-х годов — «Remember Mama» вышел в год смерти Роджерса, в 1979 году) работал с разными авторами, но прежнего успеха эти работы не имели. И постоянного соавтора, как раньше, у него уже не было.
Среди наград, которыми были отмечены работы Роджерса и Хаммерстайна (как мюзиклы, так и фильмы) — 35 театральных премий «Тони», 15 премий «Оскар», две Пулитцеровские премии, две «Грэмми» и две телепремии «Эмми».

## Работы
См. «Rodgers and Hammerstein § Work» в англ. разделе.